# 東坊城茂長
東坊城茂長（ひがしぼうじょう しげなが、弘安6年（1283年） - 康永（1343年））は、鎌倉時代後期から南北朝時代にかけての公卿。
五条長経の次男で東坊城家の始祖。

## 官歴
- 正応3年（1290年）：文章生
- 正応6年（1293年）：文章得業生
- 永仁2年（1294年）：因幡権少掾
- 永仁4年（1296年）：兵部大輔
- 正安元年（1299年）：従五位上
- 嘉元2年（1304年）：中務大輔
- 延慶2年（1309年）：従四位下
- 正和元年（1312年）：木工頭、従四位上
- 正和2年（1313年）：治部卿
- 正和3年（1314年）：正四位下
- 元徳2年（1330年）：従三位
- 暦応元年（1338年）：正三位

## 系譜
- 父：五条長経
- 兄：五条季長
- 弟：五条房長
- 子：東坊城長綱